# أدولف سيلفيان
أدولف سيلفيان (بالفرنسية: Adolphe Sylvain)‏ هو مصور فرنسي، ولد في 1920 في باريس في فرنسا، وتوفي في 1991.

## وصلات خارجية
- أدولف سيلفيان على موقع IMDb (الإنجليزية)
- أدولف سيلفيان على موقع قاعدة بيانات الفيلم (الإنجليزية)